# Gonodyrus
Gonodyrus is een geslacht van kevers uit de familie  
kniptorren (Elateridae).
Het geslacht is voor het eerst wetenschappelijk beschreven in 1923 door Fleutiaux.

## Soorten
Het geslacht omvat de volgende soort:
- Gonodyrus tarsalis Fleutiaux, 1922